# Muñovela
Muñovela es una entidad de población española del municipio de Barbadillo, perteneciente a la provincia de Salamanca, en la comunidad autónoma de Castilla y León.

## Historia
Hacia mediados del siglo XIX, el lugar, referido por entonces como una alquería perteneciente a Barbadillo, tenía contabilizada una población de trece habitantes. Aparece descrito en el undécimo volumen del Diccionario geográfico-estadístico-histórico de España y sus posesiones de Ultramar de Pascual Madoz con las siguientes palabras:

MUÑOVELA: alq. en la prov. y part. jud. de Salamanca, térm. jurisd. de Barbadillo. pobl.: 2 vec., 13 almas.
(Madoz, 1848, p. 693)

En 2022, tenía empadronado un único habitante.